# Mutaped

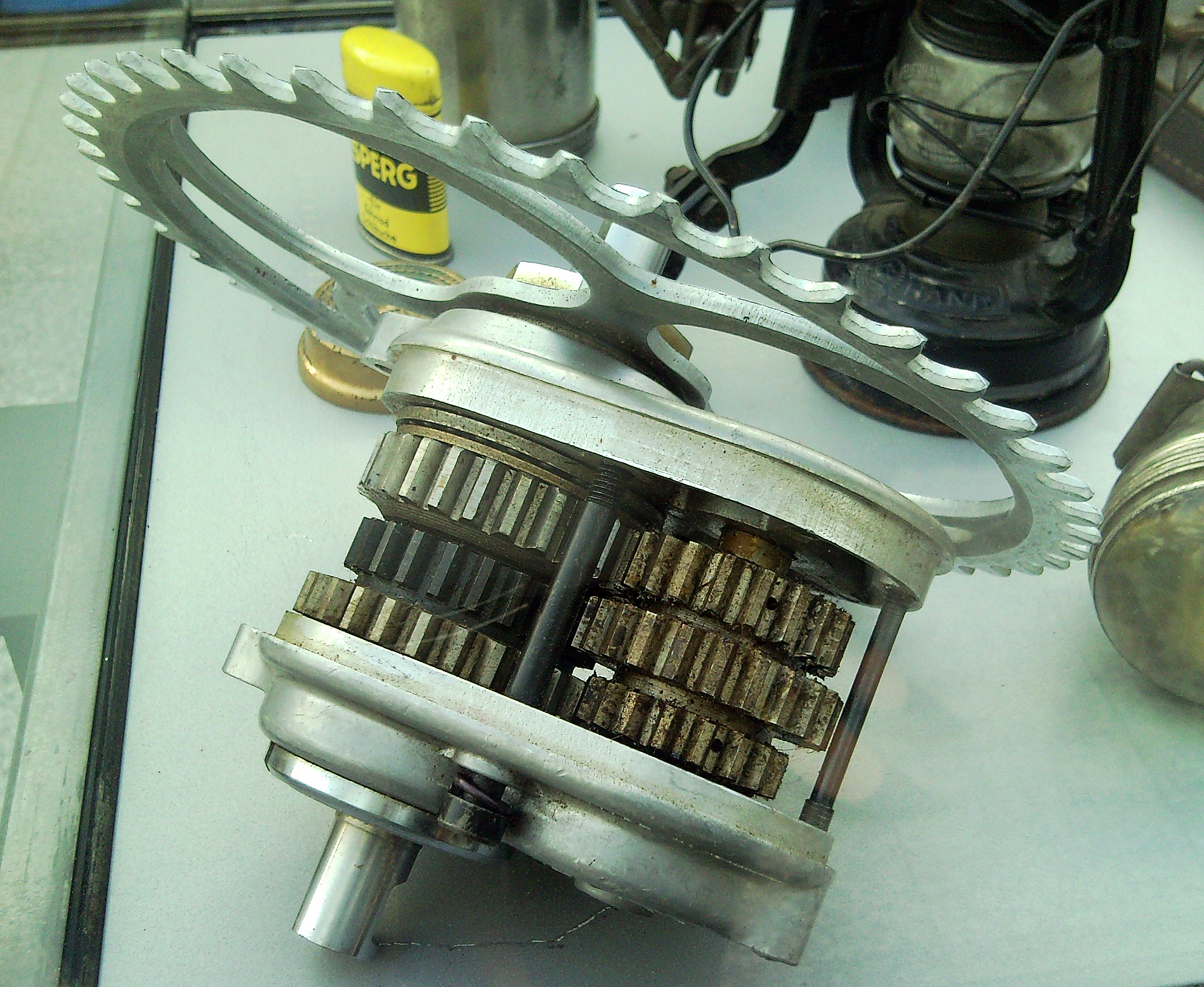
Mutaped offen

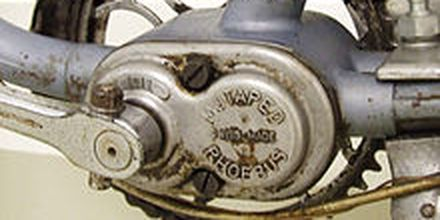
Mutaped am Fahrrad

Das Mutaped ist ein in den 1950er Jahren vom Bieler Unternehmen Sport AG als Tretlagerschaltung entwickeltes und gebautes Dreigang-Fahrradgetriebe.
Andere Quellen, wie zum Beispiel Biennophone, gehen von einer Vermarktung bereits ab den 1930er Jahren aus.
Anders als heutige Getriebe wird es nicht über einen Bowdenzug, sondern durch Rückwärtsdrehen der Tretkurbelwelle geschaltet; ähnlich wie die „Duomatic“-Nabenschaltung von Fichtel & Sachs. Die Schaltreihenfolge geschieht sequentiell und vom dritten in den ersten Gang, also 1-2-3-1-2-3-...